# Lány 50 méteres pillangóúszás a 2010. évi nyári ifjúsági olimpiai játékokon
A 2010. évi nyári ifjúsági olimpiai játékokon az úszás lány 50 méteres pillangóúszás versenyszámát augusztus 17. és augusztus 18. között rendezték meg a Singapore Sports Schoolban.

## Előfutamok

### 1. Futam
| H  | P | Név                  | Nemzet         | Idő   | Mj |
| -- | - | -------------------- | -------------- | ----- | -- |
| 1. | 6 | Lovisa Eriksson      | Svédország     | 27.44 | Q  |
| 2. | 4 | Liu Lan              | Kína           | 27.81 | Q  |
| 3. | 2 | Anna Santamans       | Franciaország  | 27.94 | Q  |
| 4. | 5 | Katarina Listopadova | Szlovákia      | 28.06 | Q  |
| 5. | 3 | Rachael Kelly        | Nagy-Britannia | 28.14 | Q  |
| 6. | 1 | Aina Filsrabetsara   | Madagaszkár    | 30.54 |    |
| 7. | 7 | Sonia Akter          | Banglades      | 32.93 |    |

### 2. Futam
| H  | P | Név                   | Nemzet             | Idő   | Mj |
| -- | - | --------------------- | ------------------ | ----- | -- |
| 1. | 4 | Elena di Liddo        | Olaszország        | 27.25 | Q  |
| 2. | 3 | Bruna Rocha           | Brazília           | 28.23 | Q  |
| 3. | 2 | Zoe Johnson           | Ausztrália         | 28.40 | Q  |
| 4. | 5 | Anna Schegoleva       | Ciprus             | 28.57 | Q  |
| 5. | 6 | Bryndis Run Hansen    | Izland             | 28.60 | Q  |
| 6. | 7 | Khadeja Phillip       | Trinidad és Tobago | 30.04 |    |
| 7. | 8 | Kathryn Millin        | Szváziföld         | 30.31 |    |
| 8. | 1 | Surennyam Erdenebileg | Mongólia           | 36.12 |    |

### 3. Futam
| H  | P | Név                 | Nemzet        | Idő   | Mj |
| -- | - | ------------------- | ------------- | ----- | -- |
| 1. | 2 | Katja Hajdinjak     | Szlovénia     | 28.17 | Q  |
| 1. | 3 | Lindsay Delmar      | Kanada        | 28.17 | Q  |
| 3. | 5 | Anna Marti          | Spanyolország | 28.26 | Q  |
| 4. | 6 | Danielle Villars    | Svájc         | 28.64 | Q  |
| 5. | 4 | Lena Kalla          | Németország   | 28.75 | Q  |
| 6. | 7 | Xiang Qi Amanda Lim | Szingapúr     | 29.48 | Q  |
| 7. | 1 | Sabine Hazboun      | Palesztina    | 31.88 |    |
| 8. | 8 | Reni Jani           | Albánia       | 34.43 |    |

## Elődöntő

### 1. Futam
| H  | P | Név                 | Nemzet         | Idő   | Mj |
| -- | - | ------------------- | -------------- | ----- | -- |
| 1. | 4 | Lovisa Eriksson     | Svédország     | 27.27 | Q  |
| 2. | 5 | Anna Santamans      | Franciaország  | 27.51 | Q  |
| 3. | 3 | Rachael Kelly       | Nagy-Britannia | 27.67 | Q  |
| 4. | 6 | Katja Hajdinjak     | Szlovénia      | 27.76 | Q  |
| 5. | 2 | Anna Marti          | Spanyolország  | 28.25 |    |
| 6. | 1 | Danielle Villars    | Svájc          | 28.59 |    |
| 7. | 7 | Anna Schegoleva     | Ciprus         | 28.80 |    |
| 8. | 8 | Xiang Qi Amanda Lim | Szingapúr      | 29.34 |    |

### 2. Futam
| H  | P | Név                  | Nemzet      | Idő   | Mj |
| -- | - | -------------------- | ----------- | ----- | -- |
| 1. | 4 | Elena di Liddo       | Olaszország | 26.88 | Q  |
| 2. | 5 | Liu Lan              | Kína        | 27.15 | Q  |
| 3. | 3 | Katarina Listopadova | Szlovákia   | 27.79 | Q  |
| 4. | 6 | Lindsay Delmar       | Kanada      | 28.02 | Q  |
| 5. | 2 | Bruna Rocha          | Brazília    | 28.09 |    |
| 6. | 8 | Lena Kalla           | Németország | 28.31 |    |
| 7. | 7 | Zoe Johnson          | Ausztrália  | 28.43 |    |
| 8. | 1 | Bryndis Run Hansen   | Izland      | 28.53 |    |

## Döntő
| H     | P | Név                  | Nemzet         | Idő   | Mj |
| ----- | - | -------------------- | -------------- | ----- | -- |
| Arany | 5 | Liu Lan              | Kína           | 26.97 |    |
| Ezüst | 4 | Elena di Liddo       | Olaszország    | 27.06 |    |
| Bronz | 6 | Anna Santamans       | Franciaország  | 27.31 |    |
| 4.    | 1 | Katarina Listopadova | Szlovákia      | 27.38 |    |
| 5.    | 8 | Lindsay Delmar       | Kanada         | 27.54 |    |
| 6.    | 3 | Lovisa Eriksson      | Svédország     | 27.55 |    |
| 7.    | 2 | Rachael Kelly        | Nagy-Britannia | 27.77 |    |
| 8.    | 7 | Katja Hajdinjak      | Szlovénia      | 27.86 |    |

## Fordítás
Ez a szócikk részben vagy egészben  a   Swimming at the 2010 Summer Youth Olympics – Girls' 50 metre butterfly című angol Wikipédia-szócikk fordításán alapul.  Az eredeti cikk szerkesztőit annak laptörténete sorolja fel. Ez a jelzés csupán a megfogalmazás eredetét és a szerzői jogokat jelzi, nem szolgál a cikkben szereplő információk forrásmegjelöléseként.